# Helena Blavatsky
Helena Blavatsky   (Dniprò, 31 de juliol de 1831 (Julià) - Londres, 26 d'abril de 1891 (Julià)), nascuda Ielena Petrovna Blavàtskaia, rus: Еле́на Петро́вна Блава́тская, fou la fundadora de la Societat Teosòfica i d'un corrent esotèric i espiritual al qual va donar el nom genèric de teosofia. Blavatsky va estar relacionada amb ambients de la maçoneria i se la considera la precursora del moviment nova era (new age).

## Joventut
De família noble, per part de mare és descendent dels prínceps Dolgoruki, i el seu pare, el baró Peter von Hahn, era coronel de l'exèrcit rus. Quan tenia setze anys, es va casar amb el general Nikífor V. Blavatski, vicegovernador d'Erevan, molt més gran que ella. Als tres mesos de casada, va fugir a cavall del castell on vivia en direcció a Istambul. Allà es va trobar amb una amiga russa i totes dues van marxar cap a Egipte. Mentre va ser a Egipte, va aprendre l'art de la màgia sota el guiatge d'un vell copte. L'agost de 1851, va conèixer un rajput de l'Índia a Londres, que li va confiar la creació de la societat destinada a difondre la doctrina teosòfica. El seu interès per conèixer les creences i les tradicions ocultistes li comportava viatjar per llocs arriscats com el Tibet. Entre 1867 i 1870 va viure a Orient i va completar la seva educació ocultista. El 1873, va conèixer el coronel estatunidenc Henry S. Olcott a la ciutat de Chittenden (Vermont). Va ser el seu company de treball des de llavors.

## Obra
El 1877, comença la seva carrera com a escriptora, amb el llibre de filosofia esotèrica Isis Unveiled ('Isis desvelada'). El 1882, la Societat Teosòfica tenia la seu central a Adyar, prop de Madràs. Funda la revista Lucifer el 1887, que el 1897 passaria a anomenar-se Theosophical Review, i que va ajudar a fer arrelar la doctrina teosòfica a Amèrica del Nord i Anglaterra. El 1889, també va escriure els tractats sobre la doctrina mística i teosòfica The Voice of the Silence, traduït en català La veu del silenci i The Secret Doctrine ('La doctrina secreta', 1888); aquesta darrera, que consta de dos volums, fou ampliada amb un polèmic tercer volum per Annie Besant. Amb la seva obra, l'autora vol ensenyar que la natura no és una trobada casual d'àtoms; pretén assignar a l'ésser humà el lloc just a l'univers, salvar de la degradació les veritats arcaiques que constitueixen la base de tota religió, descobrir les unitats fonamentals que fan brotar aquesta base de la religió, i mostrar que, al cantó fosc de la natura, la ciència de la civilització moderna no podrà arribar-hi mai. La seva obra va influir en el naixement de l'art abstracte per part de Hilma af Klint. Els coneixements que exposa a la seva obra, li van ser comunicats segons ella, per uns mestres antics d'origen extraterrestre que estaven amagats al Tibet.
El 1891, estant a la seva casa de Londres agafà la grip, a conseqüència de la qual va morir el 8 de maig.